# Santa María de Guía de Gran Canaria
Santa María de Guía de Gran Canaria é um município da Espanha na ilha da Grã Canária, província de Las Palmas, comunidade autónoma das Canárias. Tem 42,6 km² de área e em 2021 tinha 13 871 habitantes (densidade: 325,6 hab./km²).

## Demografia
| Variação demográfica do município entre 1991 e 2004 | Variação demográfica do município entre 1991 e 2004 | Variação demográfica do município entre 1991 e 2004 | Variação demográfica do município entre 1991 e 2004 |
| --------------------------------------------------- | --------------------------------------------------- | --------------------------------------------------- | --------------------------------------------------- |
| 1991                                                | 1996                                                | 2001                                                | 2004                                                |
| 12383                                               | 13117                                               | 13893                                               | 14107                                               |

|               | Norte: Oceano Atlântico             |             |
| Oeste: Gáldar | Santa María de Guía de Gran Canaria | Leste: Moya |
|               | Sul: Gáldar                         |             |